# غارات جوية على شارع الوحدة 2025
في يوم 7 مايو 2025، قصف الجيش الإسرائيلي مطعم وسوق مزدحم في شارع الوحدة في حي الرمال شمال غزة. وأسفر الهجوم عن مقتل 33 فلسطينيًا على الأقل وإصابة 90 آخرين على الأقل.

## خلفية
في 18 مارس 2025، شنت إسرائيل هجومًا مفاجئًا على قطاع غزة، مما أدى فعليًا إلى إنهاء وقف إطلاق النار في حرب غزة عام 2025 واستئناف حرب غزة. في اليوم الأول، أسفرت هجمات إسرائيل عن مقتل 404 فلسطينيًا على الأقل، من بينهم 263 امرأة وطفل، مما يجعلها واحدة من أكثر الهجمات دموية في حرب غزة. في مايو 2025، أعلنت إسرائيل عن خطط لتهجير المزيد من السكان وإجبار جميع سكان قطاع غزة البالغ عددهم مليوني نسمة على العيش في الجنوب. منذ مارس 2025، منعت إسرائيل دخول جميع المساعدات الإنسانية إلى القطاع، بما في ذلك جميع المواد الغذائية والمياه، مما ساهم في تفاقم ظروف المجاعة في قطاع غزة.

## هجوم
في 7 مايو 2025، استهدفت غارة جوية بطائرة استطلاع تابعة لجيش الاحتلال الإسرائيلي المنطقة القريبة من المطعمين التايلاندي وبالميرا. تم إطلاق صاروخين في نفس الوقت مما أدى إلى مقتل 33 شخصًا على الأقل، سواء داخل المطاعم أو عند تقاطع الشارع المزدحم.  صورة نشرت على مواقع التواصل الاجتماعي تظهر عائلة مكونة من ثلاثة أفراد، الأم والأب والابن، قُتلوا على ما يبدو في الهجوم وكانوا ملقون في الشارع وسط برك من الدماء.

## ردود الفعل
وأدانت حركة تحرير فلسطين هذا الهجوم ووصفته بأنه "عدوان همجي وسافر".